# Пасхалис Терзис
Пасхалис Терзис (грч. Πασχαλης Τερζης; 24. април 1949) је грчки певач. Иако је његова каријера почела 1974., први албум је објавио 1982. Каријеру је започео певајући са својим блиским пријатељима на разним местима, од којих су му неки касније помогли у каријери.

## Биографија
Терзис је рођен у Пилаји, предграђу Солуна. Након пресељења у Атину, почео је да наступа као пратећи вокал у центрима популарне музике, са познатим грчким певачима 60-их.
Од 1980-их, Терзис је снимио неколико албума, од којих су неки остали популарни до данас. И сада је веома популаран певач, снима нове албуме, наступа на познатим музичким сценама Атине и Солуна и наступа у ток шоу емисијама.
У зимском периоду 2006–2007, Пасхалис Терзис је имао музички програм са Еленом Папаризу и Нином Ксиполитасом. Његова ћерка Јана Терзи је такође певачица.